# Schepenhuis (Mechelen)

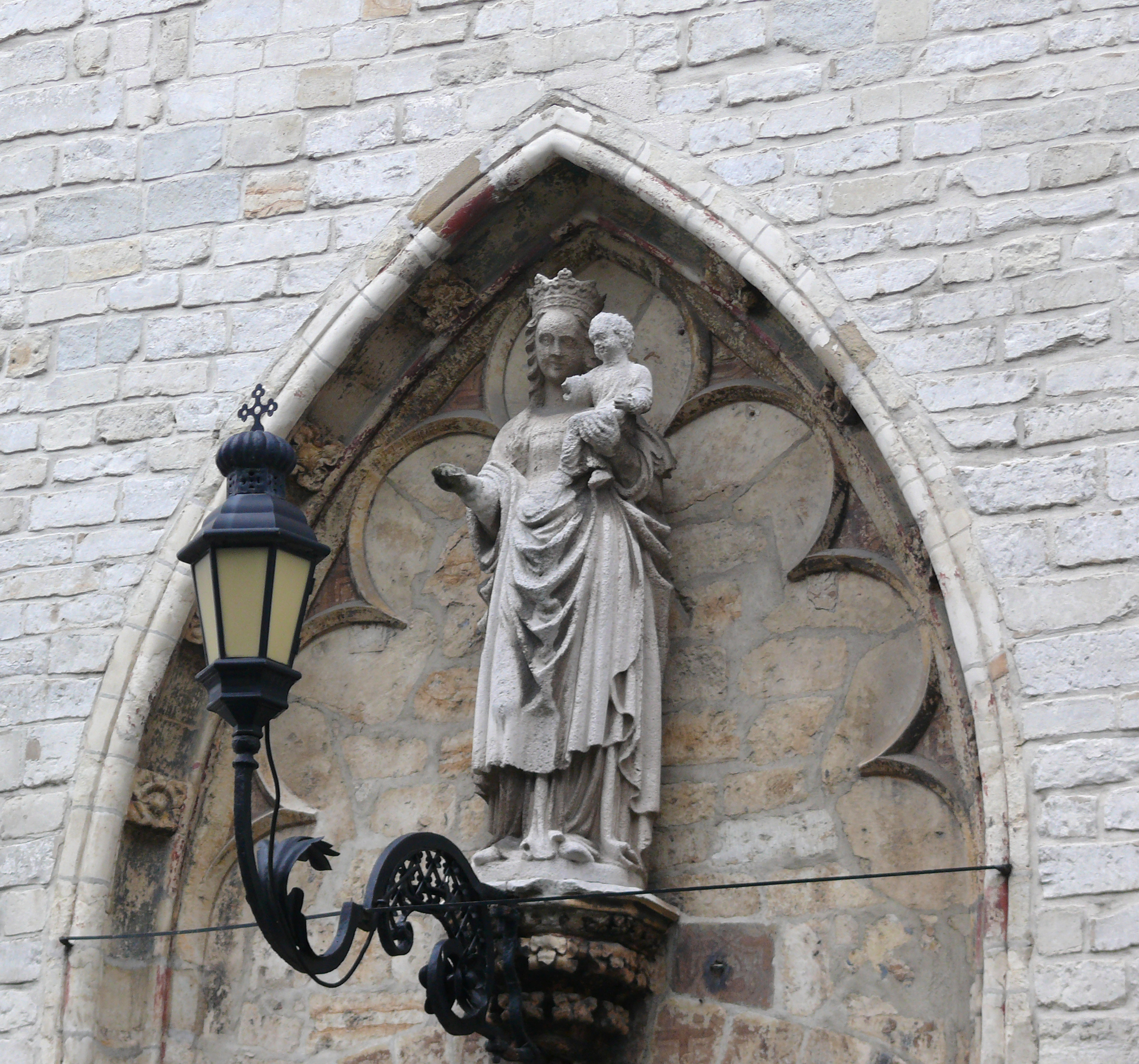
Het stenen Onze-Lieve-Vrouwebeeld is een replica van 1933 van een zeventiende-eeuwse kopie door Maarten van Calster naar het originele beeld, van André Beauneveu, uit het vierde kwart van de veertiende eeuw.

Het Schepenhuis is een gebouw in Mechelen waar de schepenbank in de middeleeuwen haar vergaderingen hield. Het bevindt zich tussen de Grote Markt en de IJzerenleen. Het wedijvert met het schepenhuis van Aalst om de titel van oudste 'stadhuis' van Vlaanderen.

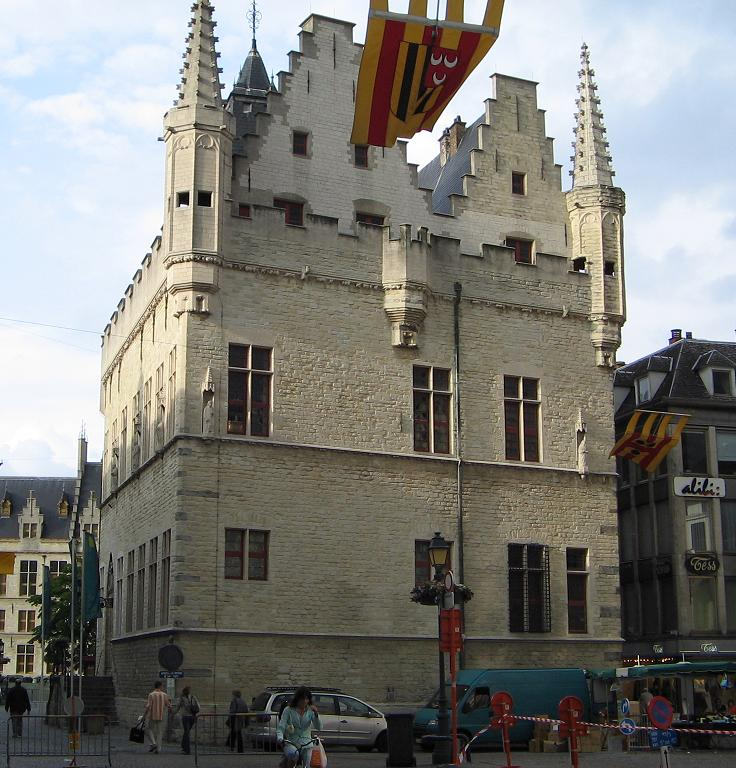
Schepenhuis te Mechelen, gezien vanaf de IJzerenleen.

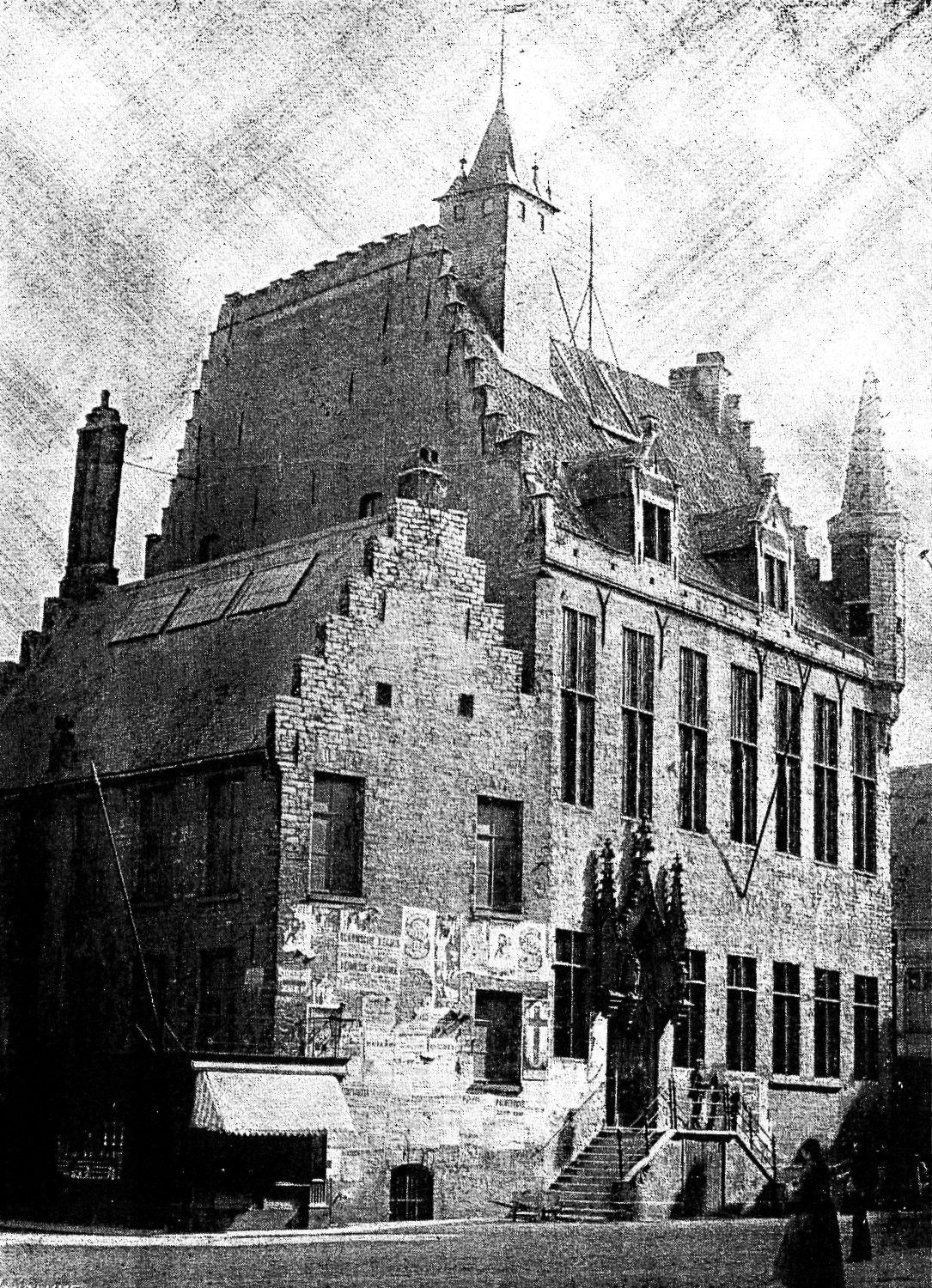
Het Schepenhuis vóór 1902. (Uit: V. HERMANS, Ancienne maison échevinale ou vieux palais. Documents inédits, Mechelen, 1902.)

In de 13e eeuw kwam Mechelen tot een economische opleving door de bloeiende lakenhandel. Daardoor groeide de nood aan gebouwen. In 1288 werd er beslist om een stenen gebouw op te richten voor de schepenbank, die tot dan in openlucht bijeenkwam. Tussen 1374 en 1375 werd het gebouw uitgebreid. De decoratie gebeurde onder andere door André Beauneveu en Jan I Keldermans.
Tijdens het bewind van Karel de Stoute werd in het Schepenhuis in 1473 het Parlement van Mechelen geïnstalleerd. Dit parlement was het hoogste rechtscollege in de Nederlanden. In 1477 werd het weer afgeschaft door Maria van Bourgondië. Filips De Schone besliste om het parlement opnieuw op te richten, maar dan onder de naam Grote Raad van Mechelen. De raad verhuisde in 1616 naar het voormalige paleis van Margaretha van Oostenrijk, ook in Mechelen.
Het gebouw kreeg later nog verschillende functies. Zo werd van 1811 tot 1846 de stedelijke academie er onder gebracht. Vanaf 1852 diende het gebouw als stedelijk museum. Op 1 november 1897 werd het in gebruik genomen als stadsarchief en stadsbibliotheek. Tijdens de Eerste Wereldoorlog raakte het gebouw zwaar beschadigd. Enkele restauratiecampagnes volgden, in 1916-1917, 1932 en 1934-1938. Het archief zou er tot in 1989 vertoeven, tot aan de verhuis naar de Kazerne Dossin. Vanaf 2000 diende het Schepenhuis weer als museum. In 2011 opende een tentoonstelling met werken van Rik Wouters uit de collectie van het Koninklijk Museum voor Schone Kunsten, aangezien dit museum gesloten is voor renovatie. Tot aan het einde van deze werken in 2017, bleef de Wouterscollectie in het Schepenhuis.
Sinds 9 september 2018 is het Schepenhuis de nieuwe locatie van het toeristisch infokantoor Visit en UiT in Mechelen. 